# Mariano de Delás
Mariano de Delás y de Foxá, IV barón de Vilagayá (Gerona, 1839-Barcelona, 7 de julio de 1912) fue un noble y mecenas carlista español.

## Biografía
Según Arturo Masriera, el barón de Vilagayá fue uno de los «próceres de la rancia nobleza catalana» que se adhirieron al carlismo tras la revolución de 1868, junto con otros como Erasmo de Janer, el marqués de Dou, el duque de Solferino, etc.
Plenamente comprometido con dicha causa, durante la tercera guerra carlista cooperó con todas sus fuerzas en la lucha legitimista, por lo que el Estado español embargó todos sus bienes. Al terminar la guerra, tuvo que emigrar a Francia y se refugió en Tolouse con su íntimo amigo Erasmo de Janer.
Era una de las figuras más destacadas del campo político tradicionalista catalán. Fue tesorero de la Junta regional, presidente de varias entidades tradicionalistas, entre ellas La Flor de Lis, y cooperó en numerosas acciones y campañas de propaganda. Fue uno de los patrocinadores del diario carlista El Correo Catalán.
Como aficionado a la literatura y la ciencia, fue el protector de la gran Biblioteca «Patria» y tradujo al español varias obras científicas, especialmente de homeopatía.
Figuró en muchas asociaciones de carácter religioso. Pertenecía a la Tercera Orden Regular de San Francisco y era congregante de Nuestra Señora de los Dolores. En las Conferencias de San Vicente de Paúl se distinguió por sus obras de caridad. También perteneció a Junta de caridad del Santo Hospital del Niño Dios.
Poco antes de morir, apadrinó, con su hija, la bandera del Círculo Tradicionalista de San Feliú de Llobregat, y cuando El Correo Catalán inauguró su nueva rotativa, el Barón de Vilagayá hizo acto de presencia en todos los festejos.
En 1912 encargó al arquitecto modernista Juan Rubió y Bellver la construcción en Ripoll de la capilla San Miguel de la Roqueta, que no llegó a ver acabada.
Era caballero Maestro de la Real Maestranza de Caballería de Ronda y recibió del pretendiente Don Carlos varias distinciones.